# ۲۰۰ متل
«۲۰۰ متل» (به انگلیسی: 200 Motels) آلبوم موسیقی فیلمی به‌همین نام از هنرمند اهل ایالات متحده آمریکا فرانک زاپا است.